# Мадонна Розария (картина Луини)
«Мадонна Розария» (итал. Madonna del Roseto) — картина живописца итальянского маньеризма, леонардеска Бернардино Луини. Написана маслом на дереве около 1510 года. С 1826 года хранится в Пинакотеке Брера в Милане.

## История и иконография картины
Картина относится к раннему периоду творчества художника. Она, вероятно, была написана для Чертозы, монастыря ордена картезианцев в Павии, хотя документальное подтверждение этому отсутствует. Приобретена Академией изящных искусств Брера в 1826 году из коллекции Джузеппе Бьянки.
Композиция картины связана с традиционной иконографией Розария — «Мадонны в саду роз», или «Саду заключённом» (Hortus conclusus), олицетворяющем девственную чистоту Девы Марии, которая показана на фоне «шпалеры» (ограды) из белых роз. Ваза представляет собой отсылку к «мистической вазе» Марии. Младенец держит правой рукой растущее из вазы растение: водосборник, или аквилегия (колумбина), красноватый цвет которого символизирует кровь Страстей Христовых, прообраз судьбы Иисуса.
Внимание, с которым художник относится изображению растений, связано с ломбардским натурализмом, истоки которого можно найти в позднеготическом искусстве. Влияние Леонардо да Винчи просматривается в выразительных лицах Мадонны и Младенца.